# Stipagrostis rigidifolia
Stipagrostis rigidifolia är en gräsart som beskrevs av Hildemar Wolfgang Scholz. Stipagrostis rigidifolia ingår i släktet Stipagrostis och familjen gräs. Inga underarter finns listade i Catalogue of Life.